# Дзедзиці (Великопольське воєводство)
Дзедзиці (пол. Dziedzice) — село в Польщі, у гміні Льондек Слупецького повіту Великопольського воєводства.
Населення — 180 осіб (2011).
У 1975-1998 роках село належало до Конінського воєводства.

## Демографія
Демографічна структура станом на 31 березня 2011 року:
|          | Загалом | Допрацездатний вік | Працездатний вік | Постпрацездатний вік |
| -------- | ------- | ------------------ | ---------------- | -------------------- |
| Чоловіки | 98      | 25                 | 60               | 13                   |
| Жінки    | 82      | 10                 | 48               | 24                   |
| Разом    | 180     | 35                 | 108              | 37                   |